# First Aid to the Injured by the Police Force of Berkeley, Cal.
First Aid to the Injured by the Police Force of Berkeley, Cal. è un cortometraggio muto del 1913. Non si conosce il nome del regista del film, un documentario prodotto dalla Edison che fu girato a Berkeley (California).

## Produzione
Il film fu prodotto dalla Edison Company.

## Distribuzione
Distribuito dalla General Film Company, il film - un documentario di 127 metri - uscì nelle sale cinematografiche degli Stati Uniti il 20 agosto 1913. Nelle proiezioni, veniva programmato con il sistema dello split reel, accorpato in un'unica bobina con un altro cortometraggio prodotto dalla Edison, la commedia Bobbie's Long Trousers.